# 神木車站
神木車站位於台灣嘉義縣阿里山鄉香林村，為農業部林業及自然保育署阿里山林業鐵路阿里山線、神木線之鐵路車站。

## 車站構造
站房為一木造車站，折返式車站，海拔2,138公尺，位於阿里山鐵路第三分道，島式月台、候車亭各一座。車站原有2股軌道，其中一條被改為人行步道，列車使用另一軌道（另一股道現已恢復）。
現今木構的神木車站於2022年整修完成，為保護珍貴的紅檜生長，採取生態檢核的縮小、與迴避措施；透過邊坡的維護，將舊月台向外延展，月台改以順應地形方式。

## 利用狀況
- 僅停靠神木站與阿里山站間的神木線模式營運列車。
- 列車停靠時間點落在（每日）09:40－16:10間。[3]

## 車站週邊
- 阿里山神木
- 神木紀念亭
- 神怡流瀑
- 阿里山神木群
- 琴山河合博士旌功碑
- 慈雲寺
- 阿里山受鎮宮
- 樹靈塔、阿里山博物館、香林國小、慈雲觀景、香林神木、三代木(櫻木花道)、櫻王、阿里山賓館、香林服務區[4]

## 歷史
- 1914年：設立「御神木驛」。
- 時間不詳，改為「神木站」。
- 2022年7月15日，林務局阿里山林業鐵路及文化資產管理處辦理「阿里山林業鐵路神木車站月台暨周邊環境整修與邊坡穩定治理工程」，神木車站經17個月整建，重新啟用。[5][2]

## 外部連結
- 神木車站（阿里山林業鐵路） （页面存档备份，存于）

23°31′8.5″N 120°48′26″E / 23.519028°N 120.80722°E